# ليباز بنكرياسية
ليباز ٌ بَنْكِرياسيَّة (بالإنجليزية: Pancreatic lipase) ويعرف أيضًا باسم الدهون الثلاثية لليباز البنكرياس(بالإنجليزية: pancreatic triacylglycerol lipase)، ويفرز من البنكرياس، وهو بروتين مركب من الانزيمات التالية: ليباز (Lipase)، اميلاز (Amylase) وبروتياز (Protease) التي تحلل الدهون، النشا (Starch) والبروتينات (على التوالي). يتم إنتاج هذه الانزيمات في البنكرياس، وتساعد إضافتها - في الحالات التي يكون افرازها غير كاف - على تحليل الطعام.

## الوظيفة
يتم عمل الليباز البنكرياسية في الجهاز الهضمي (لا يتم امتصاصه) ويتعلق بدرجة الحموضة (pH) في المعدة، بشكل فردي. تحتوي عدة مستحضرات على كرات مكروية (Microspheres) مع تغليف معوي لمنع المحايدة (Neutralization) التي تمر بها الانزيمات في البيئة الحامضية للمعدة، وبذلك ستم نقل كمية أكبر من الانزيمات إلى الإثني عشر (Duodenum)، وهناك يتم تشغيلها في بيئة قاعدية.
الدهون الثلاثية + 2 H 2 O \ rightleftharpoons 2-monoacylglycerol + 2 الأنيونات الأحماض الدهنية

## التشخيص والعلاج
تختلف المستحضرات التجارية تبعا لكمية كل انزيم.حيث يفرز بنكرياس الليباز في الإثني عشر من خلال نظام مجاري الهواء في البنكرياس. عادة يكون تركيزه في مصل الدم منخفض جدا. تحت اضطراب شديد في وظيفة البنكرياس، مثل التهاب البنكرياس أو غدد البنكرياس، ومن خلال قياس تركيز مصل الدم من البنكرياس الليباز، يمكن تشخيص التهاب البنكرياس الحاد. يكون العلاج في هذه الحالات التالية مثل: التهاب مزمن في البنكرياس، استئصال البنكرياس، أو بسبب جراحات معينة في المعدة أو الامعاء، مرض التليف الكيسي (Cystic Fibrosis)، ونقص تحمل الدهون (Impaired Tolerance)..وتتم ملاءمة الجرعة وفقا لحالة كل مريض ورد الفعل للعلاج، ويحسب وفقا لمحتوى الدهن في الغذاء. بشكل عام، 8000 وحدة USP من الليباز تعطى لكل 17 غرام من الدهن في الغذاء.

## وصلات اضافية
http://ghr.nlm.nih.gov/condition/familial-lipoprotein-lipase-deficiency
http://ajpendo.physiology.org/content/297/2/E271 نسخة محفوظة 17 ديسمبر 2016 على موقع واي باك مشين.
lipoprotein lipase